# 阿蒙涅姆赫特三世雕像 (柏林)

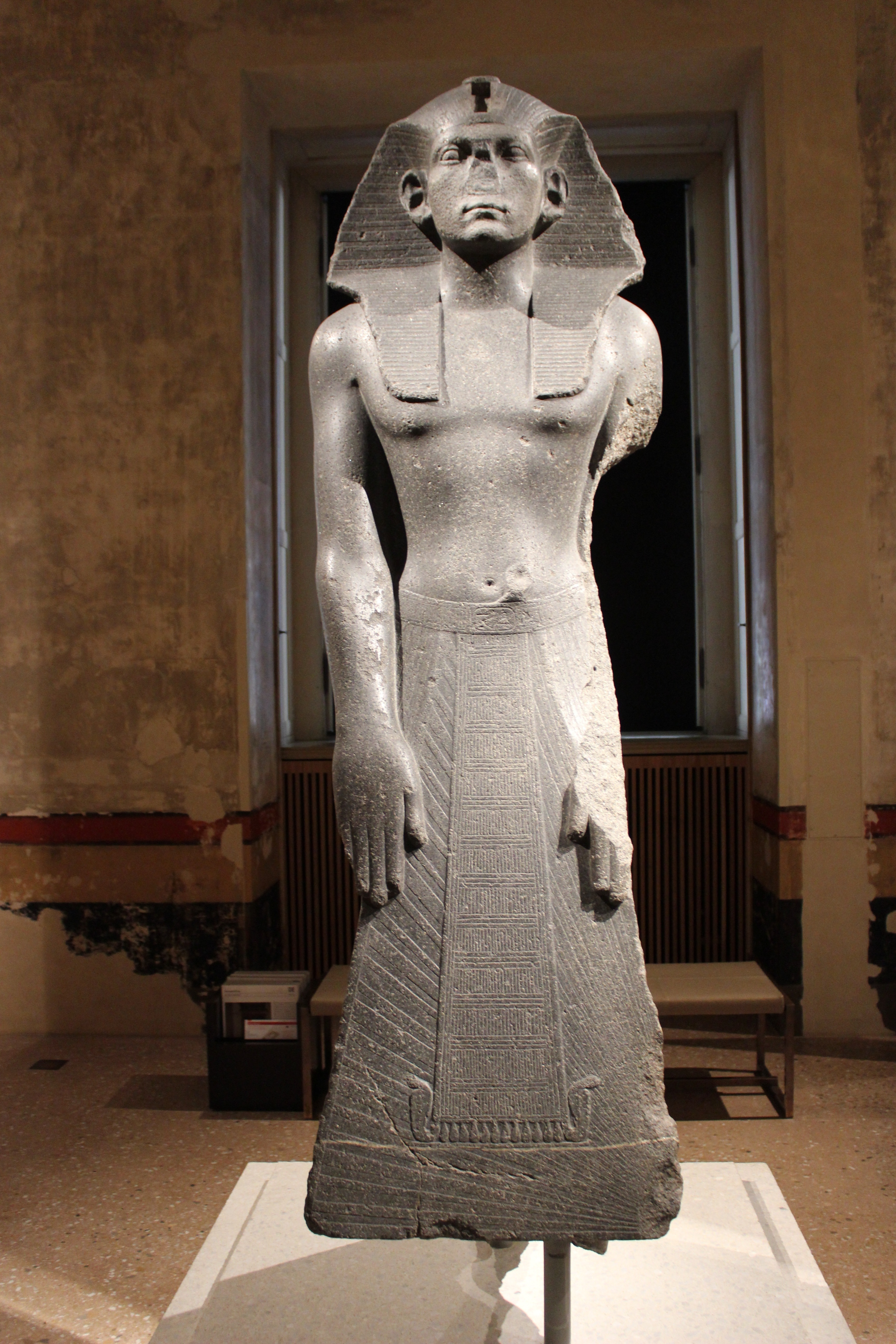
阿蒙涅姆赫特三世雕像

阿蒙涅姆赫特三世雕像是一尊法老阿蒙涅姆赫特三世的立像，1854年，由约瑟夫·赫克基安在埃及孟菲斯发现。 1855年，柏林埃及博物馆将其买下（展品编号1121）。该雕像是柏林埃及博物馆的重要展品，也是古埃及最重要的雕像之一。
雕像由花岗闪长岩制成，高200厘米。它展示了埃及中王国国王阿蒙涅姆赫特三世正在祈祷的姿势。他头戴尼美斯头巾，身穿长袍。腰带上仍保留着法老的王位名。该雕像是由古埃及第十九王朝法老梅伦普塔用树脂刻成的，他的名字和王衔被刻在后面的柱子上。似乎在梅伦普塔的授意下，雕像脸部也被重新加工过，并一度被石膏覆盖并涂上了颜色。
古埃及法老的雕像通常有两种形式。其中一种是写实的，从法老的脸上往往能看出岁月的痕迹。而另一种法老的面孔则是年轻不朽的。阿蒙涅姆赫特三世的雕像属于后一种。